# Träff
Träff är ett svenskt efternamn som från början var ett soldatnamn. 2018 bars namnet av 477 personer.

## Peersoner med efternamnet Träff
- Axel Träff (1875–1958), fabrikör och politiker, socialdemokrat
- Carl Alfred Träff (1880–1947), vykortsfotograf